# Herreria bonplandii
Herreria bonplandii là một loài thực vật có hoa trong họ Măng tây. Loài này được Lecomte mô tả khoa học đầu tiên năm 1909.